# Ambas Aguas
Ambas Aguas o Entrambas Aguas es una localidad de La Rioja (España) perteneciente al municipio de Muro de Aguas. Dista de unos 6,6 km del núcleo municipal. Según el INE tiene 4 habitantes (2017).
En esta pequeña localidad existe una explotación minera dedicada a la extracción de piritas y en el lecho de su río pueden encontrarse piezas interesantes de este mineral.
En sus proximidades podemos encontrar yacimientos de icnitas debidamente señalizados.

## Historia
El 12 de junio de 1369, Muro de Aguas y Entrambas Aguas se añadieron al Señorío de Cameros. 
La aldea prácticamente se deshabitó durante los años 60 y 70, puesto que casi todas las familias emigraron a las ciudades cercanas. Esto sumado a la falta de agua corriente y de luz eléctrica dificultó mucho que la población se quedase en la localidad.
En el año 2006 se construyó un depósito de agua para poder abastecer a sus habitantes, que tenían que ir hasta entonces a la fuente a por ella.
En 2008 la compañía eléctrica y el Gobierno de La Rioja se comprometieron a llevar luz a la localidad. Aunque hasta el momento los vecinos necesitan de placas solares para tener electricidad en las viviendas. 
Pese a todo aún vive gente en la aldea y se mantiene una explotación ganadera de ovino y caprino, así como gente que habita el pueblo durante el verano y los fines de semana.

## Demografía
Ambas Aguas cuenta a 1 de enero de 2017 con una población de 4 habitantes, 3 hombres y 1 mujer.
| Gráfica de evolución demográfica de Ambas Aguas entre 2001 y 2017                                |
|                                                                                                  |
| Población de derecho (2001-2017) según los censos de población del INE a 1 de enero de cada año. |

## Patrimonio

Ermita del Cristo.

- Ermita del Cristo.

## Las piritas de Ambasaguas
Si hay en España unos yacimientos mineralógicos reconocidos a nivel mundial, los de pirita de La Rioja y Soria se encuentran entre los más representativos y espectaculares. Su particularidad estriba la belleza de los cristales que se obtienen y en la riqueza de formas que presentan dependiendo de la zona donde afloran, entre las lutitas y areniscas del Cretácico. Así son bien conocidos los perfectos cubos de Navajún y Valdeperillo y los piritoedros y piñas de Ambasaguas (englobando una área ciertamente extensa). Otras localidades menos clásicas, pero no por ello menos interesantes son Aguilar del Río Alhama y Cervera del Río Alhama en el lado riojano y San Pedro Manrique-Valdenegrillos en el lado de Soria. 

### Ambasaguas

Fuente de Ambas Aguas.

El gran número de fuentes de agua cristalina que surgen de un muro en la plaza de este pueblo indican lo acertado del nombre. En Muro de Aguas residen los habitantes otrora de Ambasaguas, que se ha convertido en un pueblo deshabitado que no abandonado.
La extracción casual de piritas por los lugareños se remonta a muchas décadas atrás, por su brillo, creencias mágicas o, posteriormente, para coleccionistas puntuales. Incluso, me comentaron, se habían utilizado piritas como carga para las hondas para ahuyentar a las fieras salvajes que atacaban a los rebaños. No fue hasta 1966 en que se podría decir que la extracción se llevó a cabo de manera ordenada y con vistas al coleccionismo. Actualmente el yacimiento se encuentra en explotación, con el nombre de “Ambasaguas-II”, con los correspondientes derechos de explotación a nombre de Piritas de Ambasaguas S.L. 

Piritas de Ambasaguas.

El porqué de las piritas de Ambasaguas
La génesis de estas mineralizaciones está relacionada con el metamorfismo hidrotermal que afectó a los materiales de este sector. La formación de los cristales de pirita se explica por la reacción del hierro procedente de los sedimentos lutíticos, ricos en óxidos de hierro y clorita, con el azufre procedente de la rotura térmica de pirita sedimentaria o bien de la reducción termoquímica de los sulfatos sedimentarios. Las piritas aparecen en niveles lutíticos siempre en contacto con capas de arenisca, las cuales actuaron durante el metamorfismo como acuíferos transportando fluidos calientes ricos en azufre. Las variaciones morfológicas de los cristales de pirita se relacionan con la disponibilidad de azufre de estos sedimentos. 
En Ambasaguas y alrededores ya existían algunas galerías y catas en las que se habían extraído piritas de gran calidad y brillo. En la imagen adjunta se pueden ver algunas de las formas en las que se presenta en los yacimientos. Destacar los piritoedros y las mezclas cubo-piritoedro (pentagonododecaedro), cubo-octaedros, piritoedros modificados...algunos biselados, con o sin estriaciones en las caras.